# Линейная передача энергии
Линейная передача энергии (ЛПЭ, англ. LET - Linear energy transfer) — физическая характеристика качества ионизирующего излучения; величина ионизационных потерь энергии на единице пути в веществе. ЛПЭ определяется как отношение полной энергии dE, переданной веществу частицей вследствие столкновений на пути dl, к длине этого пути: L= dE / dl. Для незаряженных частиц ЛПЭ не применяется, но используются значения ЛПЭ их вторичных заряженных частиц, образующихся в веществе. Измеряют в эВ/нм. Значения ЛПЭ варьируются от 0,2 для высокоэнергетических фотонов до 104 эВ/нм для осколков деления ядер урана.
Понятие широко используется в радиобиологии при оценке радиобиологических эффектов от различных типов излучений.